# الجمهورية المكسيكية الأولى
كانت الجمهورية المكسيكية الأولى -المعروفة أيضًا باسم الجمهورية الفدرالية الأولى- دولة قومية وجمهورية ذات نظام فدرالي معروفة رسميًا باسم الولايات المتحدة المكسيكية. استمرت هذه الجمهورية من عام 1824 حتى عام 1835 حين حولها المحافظون بقيادة أنطونيو لوبيز دي سانتا آنا إلى دولة ذات نظام حكم مركزي عرفت باسم جمهورية المكسيك المركزية.
أُعلن عن تأسيس الجمهورية في الأول من نوفمبر عام 1823 من قبل المجلس التأسيسي، وذلك بعد عدة أشهر من سقوط الإمبراطورية المكسيكية التي حكمها الضابط السابق الذي أصبح متمردًا ثم إمبراطورًا أغوستين الأول. تأسست الجمهورية الفدرالية بشكل رسمي وقانوني في الرابع من أكتوبر عام 1824 عندما دخل الدستور الفدرالي للولايات المتحدة المكسيكية حيز التنفيذ.
أما عن حدود الجمهورية المكسيكية، فكانت الولايات المتحدة الأمريكية ومنطقة أوريغون المتنازع عليها تمثل حدودها الشمالية، ويحدها من الجنوب والغرب المحيط الهادئ، وجمهورية أمريكا الوسطى الفدرالية والبحر الكاريبي من الجنوب الشرقي، أما من الشرق فكان يحدها خليج المكسيك.
استمرت الجمهورية الفدرالية نحو 12 سنة مه وجود خلافات مستمرة بين الأحزاب السياسية الكبرى: وهي من جهة المحافظون وملاك الأراضي وأنصار الحكم الملكي السابق، والذين يفضلون حكومة مركزية قوية ودولة دينية. أما على الجهة الأخرى فكان الليبراليون والجمهوريون الذين فضلوا تحديد السلطة الحكومية وتوزيعها على ولايات مقسمة فدراليًا، بالإضافة إلى قيام دولة علمانية. سبب هذا الخلاف اضطرابًا سياسيًا وعنفًا كبيرين. في كتابه الجيوسياسي أصول الاضطراب في بدايات المكسيك الجمهورية، الذي تناول تاريخ المكسيك، أشار الكاتب الأمريكي دونالد فيذيان ستيفنز إلى أن «الاستقلال حول المكسيك من أضخم مستعمرات إسبانيا وأكثرها ازدهارًا إلى دولة مستقلة تعاني من التدهور الاقتصادي والصراع السياسي».
كانت الجمهورية محكومة من قبل ثلاثة مجالس حكم ثلاثي وتسعة رؤساء. كان غوادالوبي فيكتوريا الرئيس المكسيكي الوحيد الذي أتم فترة حكمه الرئاسية خلال ثلاثين سنة من الحكم المستقل للجمهورية المكسيكية.
في الثالث والعشرين من أكتوبر عام 1835 وبعد إلغاء دستور عام 1824، تحولت الجمهورية الفدرالية إلى الجمهورية المركزية. تأسس النظام الاتحادي رسميًا في الثلاثين من ديسمبر عام 1836، وذلك بعد إصدار القوانين الدستورية السبع.

## الاستقلال وتبعاته المباشرة
استمرت الملكية الإسبانية لإسبانيا الجديدة ما وراء البحار لمدة 300 سنة، منذ سقوط تينوكتيتلان عاصمة الأزتيك وتأسيس مدينة مكسيكو عام 1521 حتى سقوط الملكية في السنوات اللاحقة من الحرب الأهلية والاستنزاف العسكري. استمرت حركة التمرد للاستقلال عن إسبانيا منذ الثورة العامة الأولى عام 1810 التي قادها رجل الدين العلماني ميغيل هيدالغو واستمرت تحت قيادة رجل دين علماني آخر هو خوسيه ماريا موريلوس، وتابعها في الجنوب المكسيكي الحار فيسينتي غيريرو. عقد الضابط المؤيد للملكية أوغستين إتوربيده المولود في إسبانيا الجديدة من أبوين إسبانيين تحالفًا استراتيجيًا مع غيريرو تحت خطة إغوالا، وفيها حارب الخصوم القدامى سوية للتخلص من الحكم الإسباني. أعلنت بنود هذه الخطة أن المكسيك دولة قومية بديانة رسمية وحيدة الرومانية الكاثوليكية، بالإضافة إلى المساواة بين الإسبان والإسبان المولودين في القارة الأمريكية وإلغاء التفرقة العنصرية الرسمية، وكان من المفترض أن تكون الدولة بنظام حكم ملكي دستوري. في السابع والعشرين من ديسمبر عام 1821، حصلت المكسيك على استقلالها تحت بنود اتفاقية قرطبة، والتي اعترفت بإسبانيا الجديدة كإمبراطورية مستقلة، ثم اتخذت البلاد اسمًا جديدًا هو الإمبراطورية المكسيكية.

## نهوض وانحدار الإمبراطورية المكسيكية الأولى
لم يملك نخبة الإسبان المولودون في القارة الأمريكية أي خبرة حقيقية في استخدام السلطة السياسية عدا عن المجالس المحلية في المدن إذ كان النظام الملكي هو الشكل التقليدي المعروف للحكم. لم يتقدم أي أوروبي ذي نسب ملكي لأخذ لقب الملك. اختارت أقلية من المجلس التأسيسي تبحث عن الاستقرار السياسي الجنرال أوغستين دي إتوربيده، والذي قاد الحرب ضد إسبانيا. أُعلن عنه إمبراطورًا للمكسيك في الثامن عشر من مايو عام 1822. دخلت البلاد في حالة من الاضطراب السياسي، إذ حل إتوربيده المجلس التأسيسي في أكتوبر عام 1822 وسجن المشرعين المنتخبين. سُجن عدد من الأعضاء لمجرد إبدا اعتراض لآراء إتوربيده. وبعد أن تخلص الحاكم من المجلس المنتخب، أسس مجلسًا وطنيًا ليحل محله. أدى حل المجلس والشكل الدكتاتوري للسلطة الذي اتخذه الإمبراطور، بالإضافة إلى غياب الحلول للمشاكل الكبيرة التي كانت البلاد تعاني منها إلى زيادة المؤامرات والخطط لتغيير النظام الإمبراطوري.
اعترض رجال الجيش الموكلون بقمع المعارضين على حكم إتوربيده وأصدروا خطة كاسا ماتا، والتي هدفت إلى تشكيل مجلس تأسيسي جديد. وضع الجنرالان أنطونيو لوبيز دي سانتا آنا وغوادلوبي فيكتوريا مسودة خطة كاسا ماتا في ديسمبر عام 182، والتي أُعلن عنها في الأول من فبراير عام 1823. أثارت هذه الخطة اهتمام الأقليات السياسية في المكسيك، والتي سعت إلى تحقيق الاستقلالية الذاتية والحكم المحلي.
حدثت عدة حالات تمرد في الولايات المكسيكية بدءًا من ديسمبر، لكنها قُمعت جميعًا من قبل الجيش الإمبراطوري ما عدا قوات سانتا آنا في فيراكروز. كان سانتا آنا قد عقد اتفاقًا سريًا مع قائد القوات الإمبراطورية الجنرال إيكافاري. ينص هذا الاتفاق على الإعلان عن خطة كاسا ماتا في جميع أنحاء المكسيك بتاريخ الأول من فبراير عام 1823، وكان إيكافاري ينوي تغيير صفه والوقوف مع المتمردين. لم تعترف الخطة بالإمبراطورية المكسيكية الأولى ودعت إلى جمع مجلس تأسيسي جديد. أرسل المتمردون مطالبهم إلى الممثلين المنتخبين في الولايات وطلبوا منهم الالتزام ببنود الخطة. خلال ستة أسابيع فقط، قطعت الخطة مسافات كبيرة لتصل إلى أماكن بعيدة مثل تكساس، وأجعت كل الولايات تقريبًا على تأييد الخطة.
أعلن أنطونيو لوبيز دي سانتا آنا عن خطة كاسا ماتا، والتي انضم إليها لاحقًا فيسينتي غيريرو ونيكولاس برافو. أُجبر إتوربيده على إعادة المجلس، وفي محاولة بائسة للحفاظ على النظام وإبقاء الوضع لمصلحة مؤيديه، تنازل عن العرش في التاسع عشر من مارس عام 1823. لكن المجلس معاد التشكيل اعتبر تعيين إتوربيده باطلًا منذ البداية ورفض الاعتراف بتنازله. في الثامن من أبريل، أعلن المجلس أن خطة إغوالا واتفاقية قرطبة باطلتان أيضًا. بهذه القرارات انحلت الإمبراطورية وأعلنت البلاد حريتها في تأسيس نفسها بشكل مستقل كما تراه مناسبًا.